# کلئینو
کلئینو (انگلیسی: Kleino) موسیقی‌دان و خنیاگر درباری یونان باستان بود.
او یک نوازنده حرفه‌ای فلوت بود که در شهر یونانی اسکندریه در مصر فعالیت داشت. او به مقام معتبر شراب‌دار پادشاه بطلمیوس دوم مصر منصوب شد. او به یک چهره عمومی شناخته شده در آن روزگار بود. پولیبیوس گزارش داد که چندین مجسمه عمومی از او در سراسر اسکندریه نصب شده است.